# Каховська Ірина Костянтинівна
Іри́на Костянти́нівна Кахо́вська (15 (27) серпня 1887 або 15 серпня 1888 , Тараща, Київська губернія і Тараща, Київська губернія, Російська імперія  — 1 березня 1960 , Малоярославець, Калузька область ) — українська революціонерка та перекладачка, одна з лідерів партії есерів.

## Біографія
Народилася 15 серпня 1888 року в Таращі в шляхетній дворянській родині, до тієї ж родини належать граф Михайло Васильович Каховський та декабрист Петро Григорович Каховський.
Батько Ірини Каховської був землеміром, мати — народною вчителькою.
Каховська виховувалась в петербурзькому Маріїнському інституті благородних дівиць. У 1904 році вступила до історико-філологічного відділення Вищих жіночих (Бестужівських) курсів.
У революційному русі з 1905 року. Протягом певного часу була більшовичкою, з 1906 року член союзу есерів-максималістів. Арештована у квітні 1907 року за участь в бойовій дружині, осуджена до 20 років каторги. На Нерчинській каторзі познайомилася з Марією Спиридоновою, Олександрою Ізмайлович та іншими діячами партії есерів (ПСР).
У 1914 році переведена до колонії-поселення за амністією. Після лютневої революції 1917 року брала участь в роботі есерівського гуртка в Читі, що стояв на позиціях есерів максималістів та інтернаціоналізму. Була делегаткою від Забайкальської області третього з'їзду есерів (травень — червень) та членкинею його президії. Працювала секретаркою обласного комітету ПСР. Виступала з лекціями та доповідями в партійних клубах Петрограда.
Брала участь у жовтневій революції. Була делегаткою II Всеросійського з'їзду рад РСД та членкинею президії. Після розколу ПСР була лівою есеркою. Обиралася членкинею Всеросійського центрального виконавчого комітету 2-4 скликань, та завідувала (разом з В. Володарським) його агітаційно-пропагандистським відділом. Виступала на мітингах та лекціях з доповідями (теми «Перспективи революції», «Поточний момент в партії лівих есерів» та іншими). Опублікувала статтю «Хліб та революція» в журналі «Революційна робітниця» (1918, № 1). Під час дискусії стосовно Брестського мирного договору активно виступала за «революційну війну» з Німеччиною. На II з'їзді партії лівих есерів (ПЛСР) була обрана членкинею ЦК.
У 1918 році — завідувала агітаційно-пропагандистським відділом Всеросійського Центрального Виконавчого Комітету. 
Після того як ЦК ПЛСР санкціонував «терористичну боротьбу», разом з Борисом Донським та Г. Б. Смілянським увійшла в бойову організацію при ЦК. В червні-липні 1918 року керувала підготовкою ліквідації командувача окупаційними військами в Україні генерала-фельдмаршала Германа фон Ейхгорна та гетьмана Павла Скоропадського. 30 липня 1918 року ліквідація Ейхгорна була здійснена матросом Донським (якого згодом повісили). В ніч на 2 серпня Каховська заарештована, а 12 вересня засуджена до смертної кари німецьким окупаційним військово-польовим судом. Очікуючи підтвердження вироку німецьким кайзером, перебувала в німецькій комендатурі при Лук'янівській тюрмі, піддавалась допитам. Після повалення окупаційного режиму, втечі гетьмана до Німеччини та приходу до влади петлюрівської Директорії звільнена.
У 1919 році керувала в тилу Добровольчої армії підготовкою замаху на генерала Антона Денікіна.
У 1921 році Каховська арештована радянською владою, півтора року провела в тюрмі. 
У 1922 році — вислана в Середню Азію разом з керівним складом партії есерів. 
У 1923 році в Берліні видані спогади Каховської під назвою «Справа Ейхгорна та Денікіна», що увійшли до книги «Шляхи революції». Щодо мемуарів «Справа Ейхгорна та Денікіна» Ромен Роллан писав:
|  | Я не підтримую ідею Каховської, але її повість має захоплюючу гуманну (або не гуманну) цінність. Це психологічний документ вищого ґатунку. |

У 1930 році Ірину Каховську вислали в Уфу разом з М. О. Спиридоновою. 
У 1937 році Каховську арештовують разом з іншими висланими членами партії есерів, що перебували в Уфі. Вирок: 10 років виправно-трудових таборів з відбуванням строку на Колимі. 
У 1956 році була реабілітована. 
З 1955 і до смерті в 1960 році проживала в місті Малоярославець Калузької області.
У 1972 році в Амстердамі була видана автобіографія Ірини Каховської під назвою «Уфимська справа. З історії партії та керівників лівих есерів», що увійшла до книги «Політичний щоденник».